# دنیس لاسدون
دنیس لاسدون (انگلیسی: Denys Lasdun; ۸ سپتامبر ۱۹۱۴ – ۱۱ ژانویهٔ ۲۰۰۱) معمار اهل بریتانیا بود.
وی همچنین برندهٔ جوایزی همچون شوالیه (عنوان) شده‌است.